# Кордилера Бланка
Кордилера Бланка (на испански: Cordillera Blanca, буквално – бяла планинска верига) е най-високата планина в Перу и най-високата съставна част на Перуанските Западни Кордилери. Простира се на 180 km от северозапад на югоизток, между долините на реките Санта на югозапад и Мараньон на североизток, в департамента Анкаш. На югоизток се свързва с планината Кордилера Уайуаш. Явява се част от главния вододел на Южна Америка. 35 върхове в нея превишават 6000 m, като максималната ѝ височина е връх Уаскаран (6768 m), най-високата точка на Перу и на целите Западни Кордилери в Андите. Изградена е предимно от интрузивни скали. Кордилера Бланка е най-големият ледников район в тропическите Анди, а също в екваториалния и субекваториалния пояс на Земята. Площта на съвременните ледници е около 1000 km², като снежната граница е на височина около 5000 m. Склоновете ѝ са покрити предимно със сухолюбива планинско-степна растителност.